# 張文藻
張文藻（1496年—？），字美中，號夢庵，直隸真定府深州人，民籍，明朝政治人物。

## 生平
嘉靖七年（1528年）戊子科順天府鄉試第二十八名舉人。嘉靖八年（1529年）聯捷己丑科會試第一百八十六名，登第二甲第五十二名進士。歷官刑部员外郎，十四年十二月奉命恤刑江北。升按察司佥事，致仕，卒。

## 家族
曾祖張榮；祖父張讓；父張翰，曾任縣丞。母鄭氏。